# 晓锦遗址
晓锦遗址，位于中国广西壮族自治区桂林市资源县延东乡晓锦村后龙山，为一个全国重点文物保护单位，类型为古遗址，为第六批广西壮族自治区文物保护单位，公布时间为2013年5月。
晓锦遗址的历史年代为新石器时代。